# 11958 Ґаліані
11958 Ґаліані (англ. 11958 Galiani) — астероїд головного поясу, відкритий 9 березня 1994 року.
Тіссеранів параметр щодо Юпітера — 3,578.